# Règle de la carence
En rugby à XV, la règle de la carence est l'obligation de remplacer les mêlées dites « contestées » par des mêlées simulées dès lors qu'une équipe se trouve dépourvue de joueur apte à jouer en première ligne (pilier ou talonneur), laquelle équipe devra ensuite évoluer en effectif réduit. La simulation des mêlées par absence de poussée est motivée par la sécurité des joueurs de première ligne, particulièrement exposés ; la sortie obligatoire d'un de ses joueurs compense la perte de handicap de l'équipe en défaut.

## Motivation et description
La règle de la carence a été imaginée en France pendant la saison 2005-2006 : auparavant des équipes mises en situation d'infériorité en mêlée choisissaient de faire sortir du terrain un joueur de première ligne en le remplaçant par un spécialiste d’un autre poste. Or pour des raisons de sécurité seuls des joueurs formés spécifiquement à ce poste exposé peuvent jouer en première ligne d'une mêlée : les mêlées suivantes devaient donc être simulées, ce qui annihilait l'avantage obtenu par l'adversaire,.
La simulation consiste en effet à ne pas exercer de poussée lors de la remise en jeu : l'adversaire ne peut conquérir le ballon par une poussée plus énergique, la mêlée se termine donc systématiquement par la récupération du ballon par l'équipe qui l'a introduit. 
Avec la règle de la carence :
- si un joueur de première ligne doit sortir sur blessure et qu'il n'y a plus de remplaçant formé à ce poste, alors les mêlées sont simulées mais l'équipe du blessé joue à 14 jusqu’à la fin du match[3] ;
- si un joueur de première ligne est exclu, alors les mêlées suivantes sont simulées et un joueur supplémentaire doit sortir, laissant donc l'équipe à 13 (jusqu'à la fin du match en cas de suspension définitive, jusqu'à la fin de l'exclusion du fautif sinon)[3] ;
- si un joueur de première ligne sort sur saignement, ou sur protocole commotion, les mêlées sont simulées et l'équipe joue au complet. Si le blessé n'est pas autorisé à revenir, son remplaçant doit sortir et l’équipe est réduite à 14 jusqu'à la fin du match[3],[4].

Ces mêlées simulées doivent se jouer à huit joueurs dans chaque équipe.
Refusée dans un premier temps par l'International Rugby Board, la règle de la carence est revenue dans les compétitions françaises en 2008, puis dans les matchs internationaux à partir de 2018.